# Opferung Isaaks (Champeaux)

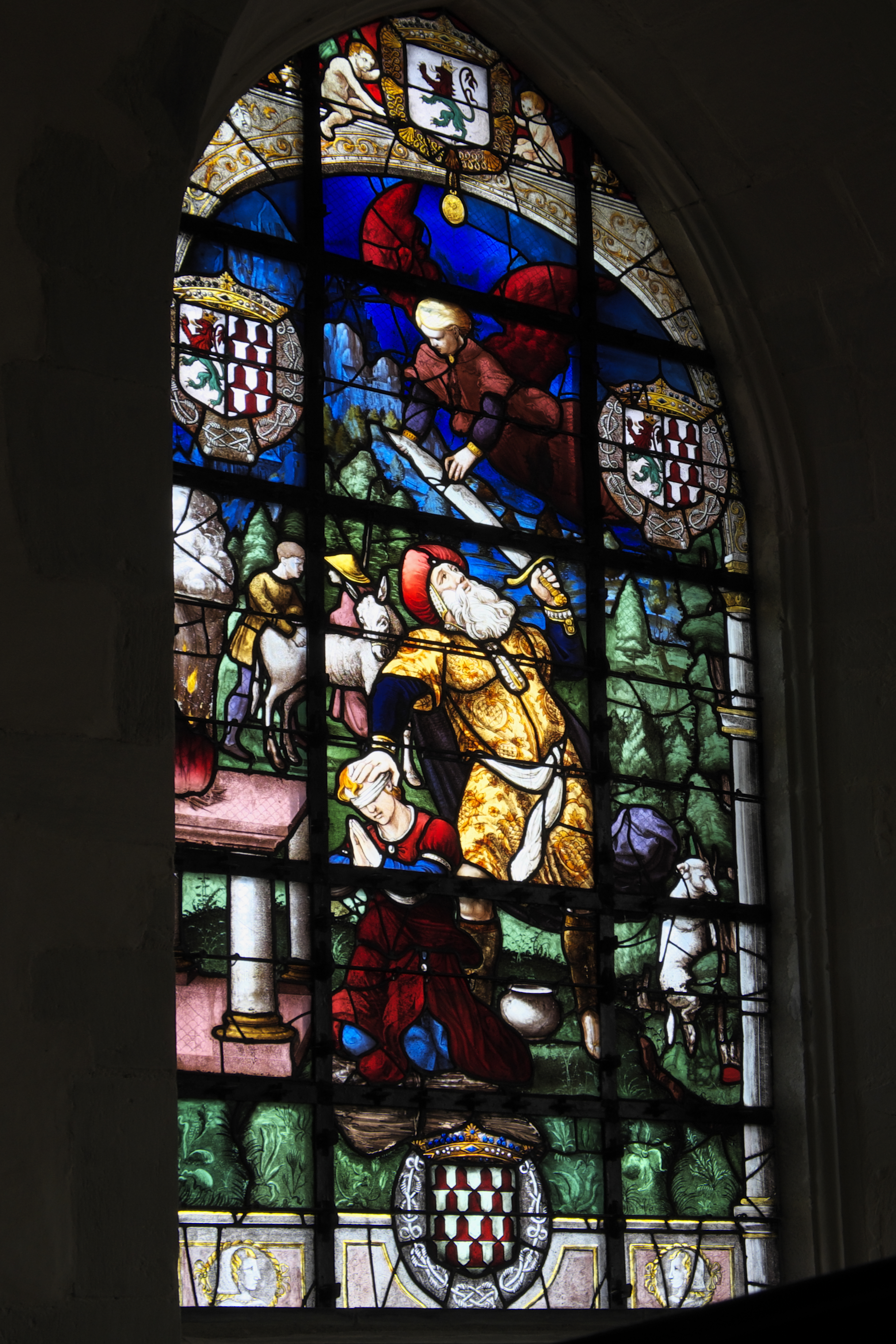
Fenster Opferung Isaaks in Champeaux

Das Fenster Opferung Isaaks in der ehemaligen Stiftskirche Ste-Marie-Madeleine in Champeaux, einer französischen Gemeinde im Département Ille-et-Vilaine in der Region Bretagne, wurde um 1595 geschaffen. Das Bleiglasfenster wurde 1907 als Monument historique in die Liste der geschützten Objekte (Base Palissy) in Frankreich aufgenommen.
Das 3,28 Meter hohe und 1,62 Meter breite Fenster in der Kapelle des Grundherren, die südlich des Chors 1594 errichtet wurde, stammt aus einer unbekannten Werkstatt. Es stellt die Opferung Isaaks dar.
Im Maßwerk (ganz oben) ist das Wappen der Stifterfamilie Epinay angebracht. Die drei anderen Wappen sind Allianzwappen der Familie.